# Левашов Олексій Федорович
Левашов Олексій Федорович (30 березня 1900, село Великий Двір, Вологодська губернія, Російська імперія — 23 лютого 1942, Смоленська область, РРФСР, СРСР) — радянський воєначальник, генерал-майор (1942). Загинув під час Вяземської повітрянодесантної операції.  

## Біографія
Народився у селянській родині. Із 1919 року служив у Червоній Армії, брав участь у Громадянській війні в Росії а також в більшовицькій окупації України. У 1924 році закінчив 5-ту Київську піхотну школу, після чого командував взводом, ротою і батальйоном. 
У 1930 році закінчив курси «Постріл». У 1933-1934 роках — начальник штабу 2-го батальйону особового призначення у Білоруському військовому окрузі. У 1934-1936 роках командував 7-м батальйоном особливого призначення у тому ж окрузі. У 1936-1938 роках — командир батальйону у 47-й повітрянодесантній бригаді. У лютому-вересні 1938 року — начальник Мінського піхотного училища. Із вересня 1938 року командував 47-ю повітрянодесантною бригадою, яка у 1939 році була перейменована у 214-ту повітрянодесантну бригаду. 
З початком німецько-радянської війни полковник Левашов продовжував командувати 214-ю бригадою, брав участь у Смоленській битві. Із листопада 1941 року — командир 4-го повітрянодесантного корпусу. Із 19 січня 1942 року — генерал-майор. У січні 1942 року корпус взяв участь у Вяземській повітрянодесантній операції. 23 лютого 1942 року літак в якому перебував генерал-майор Левашов був обстріляний німцями, а сам генерал загинув. Похований у місті Раменське. 

## Нагороди
- Орден Леніна (1940)
- Медаль «XX років РСЧА» (1938)